# Eustase Thomas-Salignac
Pour les articles homonymes, voir Thomas et Salignac.
Eustase Thomas, connu sous le nom de scène de Salignac ou Thomas-Salignac, né le 29 mars 1867 à Générac et mort le 16 novembre 1943 dans le 7e arrondissement de Paris, était un ténor et professeur de chant lyrique français.

## Biographie
Eustase Thomas-Salignac est le fils d'un cafetier. Formé initialement au chant lyrique à Marseille, la ville de son enfance, il y est lauréat de violon et de chant. Il intègre ensuite le Conservatoire national de musique et de déclamation où il suit les cours d'Edmond Duvernoy et obtient le prix d'opéra-comique en chantant le rôle de Don José dans Carmen de Bizet. Fort de ce viatique, il débute en 1893 à l'Opéra-Comique dans Richard Cœur-de-Lion.
Dès la saison suivante, sa carrière prend une dimension internationale, à cheval entre les États-Unis et la Grande-Bretagne. Il s'y fait connaître comme le principal ténor du répertoire lyrique français de sa génération. Après une tournée dans le nord-est du pays, il débute au Metropolitan Opera à New York le 11 décembre 1896, en interprétant Don José dans Carmen, où il donne la réplique à la déjà célèbre soprano Emma Calvé. À l'issue de la saison, il gagne Londres où il chante à Covent Garden de 1897 à 1899. Il se produit de nouveau au Metropolitan Opera de 1898 à 1903, en alternance avec Covent Garden où il monte en scène de 1901 à 1904.
De retour en France en 1905, Salignac chante à l'Opéra-Comique pendant les années suivantes, reprenant pour sa rentrée sur la scène nationale son rôle fétiche de Don José. Recruté au poste de directeur du Casino municipal de Nice en 1912, il y acquiert une expérience d'entrepreneur de spectacle. Il devient professeur de chant au Conservatoire américain de Fontainebleau en 1923, et y est le mentor du ténor américain Charles Kullman. À partir de 1924, il assure le cours de déclamation lyrique du Conservatoire national de musique et de déclamation. Hormis un court intermède à la tête d'une troupe lyrique française partie se produire en tournée au Canada et à New York en 1926, Salignac demeure fidèle à cette maison où il achève sa carrière. Parmi les élèves qui suivirent son enseignement figure la cantatrice Solange Michel. Professeur réputé, il est admis à la retraite le 1er octobre 1936.
Entre les deux guerres, Thomas-Salignac s'implique fortement dans les instances professionnelles œuvrant en faveur de la défense et de la promotion de l'art lyrique. Il fonde en mars 1922 le périodique Lyrica, « revue mensuelle illustrée de l'art lyrique et de tous les arts », qu'il dirige jusqu'à sa cession en mars 1939. Président de l'Union professionnelle des maîtres du chant français de 1926 à 1939, il est également en 1929 le président fondateur de l'Académie du Chant, « groupement pour l'étude technique et scientifique de la Voix et du Chant ». Artiste renommé et généreux, il comptait parmi ses amis, outre de nombreux professionnels du chant lyrique, le romancier Roland Dorgelès.
Sous l'occupation nazie, il se compromit en siégeant comme membre du Comité directeur de la section Musique (présidée par le compositeur Max d'Ollone) du Groupe Collaboration.
Officier d'Académie et de l'Instruction publique, il avait été décoré de la Légion d'honneur le 9 mars 1936.

## Rôles et publications
Ténor lyrique estimé, Salignac a essentiellement visité le répertoire classique de l'Opéra-comique. Il a aussi pratiqué les œuvres des créateurs contemporains. Interprète régulièrement sollicité par Jules Massenet (rôle-titre de Werther, rôles de Jésus dans Marie-Magdelaine en 1906 et du chevalier des Grieux dans Manon, création de Sapho dans sa version de 1909), il a fait partie de la distribution d'opéras de Raoul Laparra (créations de La Habanera et La Jota), Charles-Marie Widor (création de Les pêcheurs de Saint-Jean, en 1905), Guy Ropartz (création de Le Pays, en 1913) et Darius Milhaud. Il chante le rôle-titre de Mârouf, savetier du Caire de Henri Rabaud lors de sa reprise en 1917-1918. Il crée l'opéra de chambre El retablo de Maese Pedro de Manuel de Falla, représenté dans le théâtre privé de la princesse de Polignac en 1923.
Selon l'avis d'un critique américain formulé lors des débuts américains de Salignac au Metropolitan Opera de New York dans le rôle de Don José, « ce n'est pas un homme au physique large ni à l'apparence imposante, et sa voix manque de force et de volume (…). Sa diction est un peu rapide, mais il chante avec justesse et sentiment ».  L'artiste signait ses prestations d'une pointe d'accent méridional appréciée par le public.
Le fragment enregistré le plus ancien existant de sa voix est inclus dans la collection des Mapleson Cylinders. Celle-ci est constituée d'une centaine de cylindres de phonographes gravés sur la scène du Metropolitan Opera de 1901 à 1903 par les soins du bibliothécaire de l'institution, Lionel Mapleson. On peut y entendre Salignac interprétant La Fille du régiment de Donizetti, sous la direction de Philippe Flon, durant la représentation donnée le 30 janvier 1903.
Salignac a composé à quatre mains avec Louis Merlet le livret d'un opéra mis en musique par Albert Wolff : Le Marchand de masques, drame lyrique en deux actes. L'œuvre a été créée en 1914 au Casino municipal de Nice et son livret édité à Paris chez Enoch (1914, 39 p.).
Enfin, il cosigna avec Pierre-Barthélemy Gheusi un livre-hommage posthume à un couple de chanteurs lyriques : Jeanne Myrtale. Jean Moulierat, Rouen, impr. Wolf, 1933, 136 p.

## Sources
- Dossier de Légion d'honneur d'Eustase Thomas-Salignac.
- Collection numérisée de la revue Lyrica sur Gallica, en particulier le numéro de mars 1936 consacré au banquet et aux discours célébrant la remise de la Légion d'honneur à Salignac.
- Portraits photographiques de Salignac sur le site Gallica.
- Site Gallica : Salignac jouant dans Naïl dessiné par Paul Charles Delaroche.
- (en) Notice Salignac dans The concise Oxford dictionary of opera, 1996, p. 452.
- (en) Oscar Thompson et Nicolas Slonimsky : The international cyclopedia of music and musicians, Dodd-Mead, 1958.